# Gschwend
Gschwend è un comune tedesco di 4 933 abitanti situato nel land del Baden-Württemberg.